# Bärbel Strecker
Bärbel Strecker (* 7. April 1966 in Heilbronn, Baden-Württemberg) ist eine deutsche Theater- und Filmschauspielerin.

## Leben
Bärbel Strecker ist gelernte Augenoptikerin und wurde Ende der 1980er Jahre am Lee Strasberg Theatre and Film Institute zur Schauspielerin ausgebildet. Danach wurde sie als Theaterschauspielerin tätig und wurde in Fernsehserien und -filmen in Nebenrollen eingesetzt. Seit 2015 betätigt sie sich in Stuttgart hauptberuflich als Business-Coach.

## Filmografie
- 1994: Drei Tage im April
- 1995: Alle meine Töchter (Fernsehserie, eine Folge)
- 1995–1997: Katrin ist die Beste (Fernsehserie, 3 Folgen)
- 1996: Ein Bayer auf Rügen (Fernsehserie, eine Folge)
- 1996: Kurklinik Rosenau (Fernsehserie, eine Folge)
- 1998: In aller Freundschaft (Fernsehserie, eine Folge)
- 1998: Hurenmord – Ein Priester schweigt
- 1999: Der Bulle von Tölz - Eine tödliche Affäre
- 1999: Dr. Stefan Frank (Fernsehserie, eine Folge)
- 1999: Für alle Fälle Stefanie (Fernsehserie, eine Folge)
- 1999–2000: Einer von uns Vieren (Fernsehserie, zwei Folgen)
- 2000: Wittmeyers an der Côte d’Azur (Kurzfilm)
- 2001: Tatort: Bienzle und der süße Tod
- 2001: Unser Charly (Fernsehserie, eine Folge)
- 2001: Eva – Ganz mein Fall (Fernsehserie, eine Folge)
- 2002: Die Camper (Fernsehserie, eine Folge)
- 2002: Polizeiruf 110: Pech und Schwefel
- 2003: Marienhof (Fernsehserie, eine Folge)
- 2003: Samt und Seide (Fernsehserie, eine Folge)
- 2003: Mein Weg zu dir heißt Liebe
- 2004: München 7 (Fernsehserie, eine Folge)
- 2004: Eva Zacharias
- 2005: Tote Hose – Kann nicht, gibt`s nicht
- 2005: Die andere Hälfte des Glücks
- 2006: Familie Sonnenfeld IV – Vertrauen (Fernsehserie, eine Folge)
- 2007: Ein riskantes Spiel
- 2007: Sturm der Liebe (Fernsehserie, 5 Folgen)
- 2007: Kein Spiel
- 2008: Kommissarin Lucas – Der schwarze Mann
- 2008: Licht über dem Wasser
- 2010: Aktenzeichen XY ... ungelöst (TV-Magazin, eine Folge)
- 2012: Poka
- 2017: Laible und Frisch – Do goht dr Doig

## Theater
- 2002: Zurück zum Happy End – Theaterhof Humbach
- 2001: Nie wieder Aida – Theater Bad-Tölz
- bis 2000: Das weiße Rößl – Theaterhof Humbach
- bis 2000: Romeo & Julia – Theaterhof Humbach
- bis 2000: Nur eine Scheibe Brot – Neues Theater München
- bis 2000: Nationalgaleristen – Münchner Kammerspiele
- bis 2000: Herr Puntila und sein Knecht Matti – Freilichtspiele Schwäbisch Hall
- bis 2000: Am Ziel – Münchner Kammerspiele